# Marius Toudoire
Denis Marius Toudoire né le 15 novembre 1852 à Toulon et mort le 1er mars 1922 à Paris est un architecte français. 
Il réalise notamment, des gares pour la Compagnie des chemins de fer de Paris à Lyon et à la Méditerranée (PLM) dont les grandes gares : de Lyon à Paris, de Bordeaux-Saint-Jean et de Toulouse-Matabiau. Il est également l'auteur de la Grande Poste d'Alger. 

## Biographie
Marius Toudoire est le fils d'Augustin Martin Toudoire et Christine Élisabeth Joye.
Il intègre l'École nationale supérieure des beaux-arts de Paris où il recevra l'enseignement de Charles-Auguste Questel (1807-1888), second grand prix de Rome, et de son élève Jean-Louis Pascal (1837-1920) premier prix de Rome en 1866. Il est diplômé en 1879. 
Il est chargé par le Conseil d'administration de la Compagnie des chemins de fer de Paris à Lyon et à la Méditerranée (PLM), présidé par Stéphane Adolphe Dervillé, de la réalisation de la gare de Lyon de Paris et à avoir un œil attentif à la décoration de cet édifice, notamment dans le choix des artistes et dans la réalisation des œuvres en conformité avec les exigences du Conseil. 
Il a ses bureaux en 1895 au 88, rue Saint-Lazare.
Inspecteur des Bâtiments civils pour le ministère de la Guerre, il est architecte des palais des manufactures nationales à l'Exposition universelle de 1900.
Il meurt le 1er mars 1922 à son domicile, au 4, rue Sainte-Anne dans le 1er arrondissement de Paris. Un service religieux est célébré à l'église Saint-Roch le 4 mars suivi d'une inhumation au cimetière de Garches.

## Réalisations
- 1889 à 1898 : gare Saint-Jean de Bordeaux.
- 1895 : construction pour Higarède au 172, rue Marcadet à Paris.
- 1895 à 1902 : gare de Lyon à Paris (dont le restaurant Le Train bleu[5]).

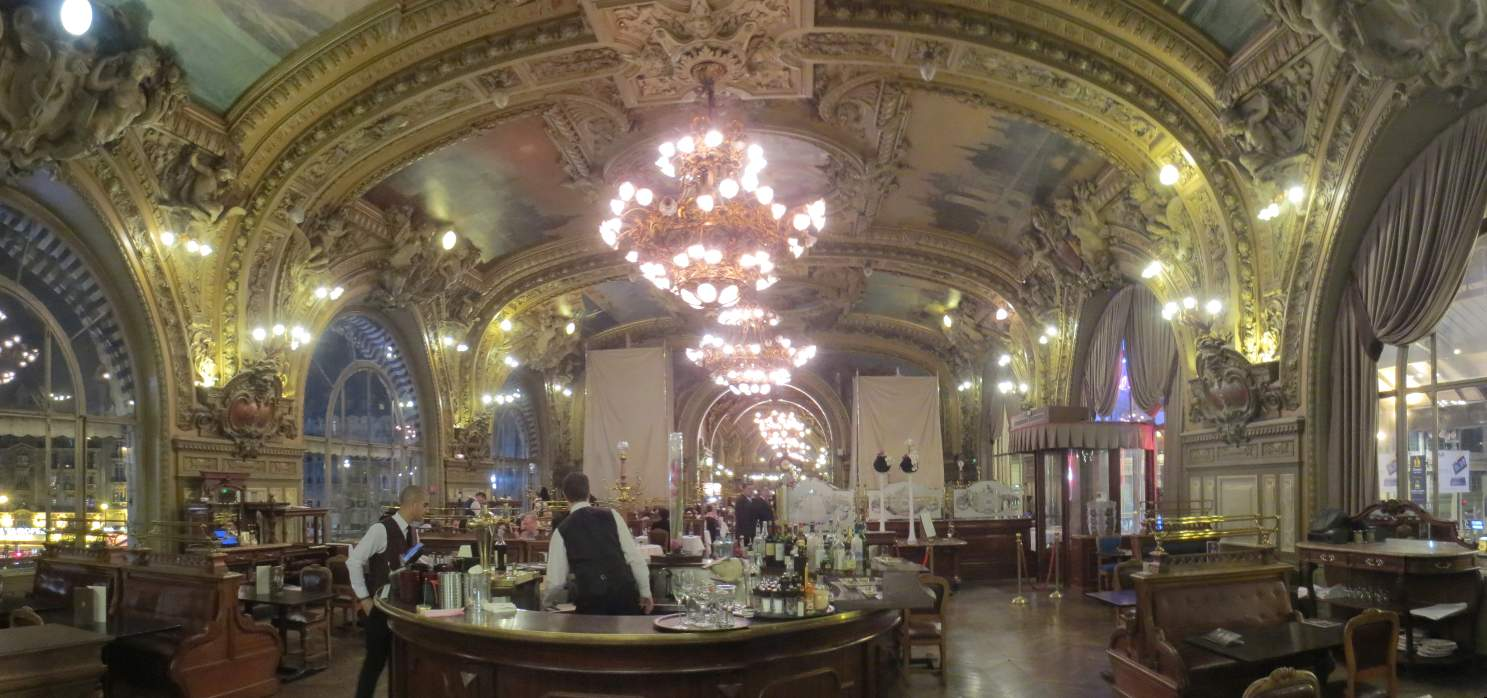
Restaurant Le Train bleu, Paris, gare de Lyon.
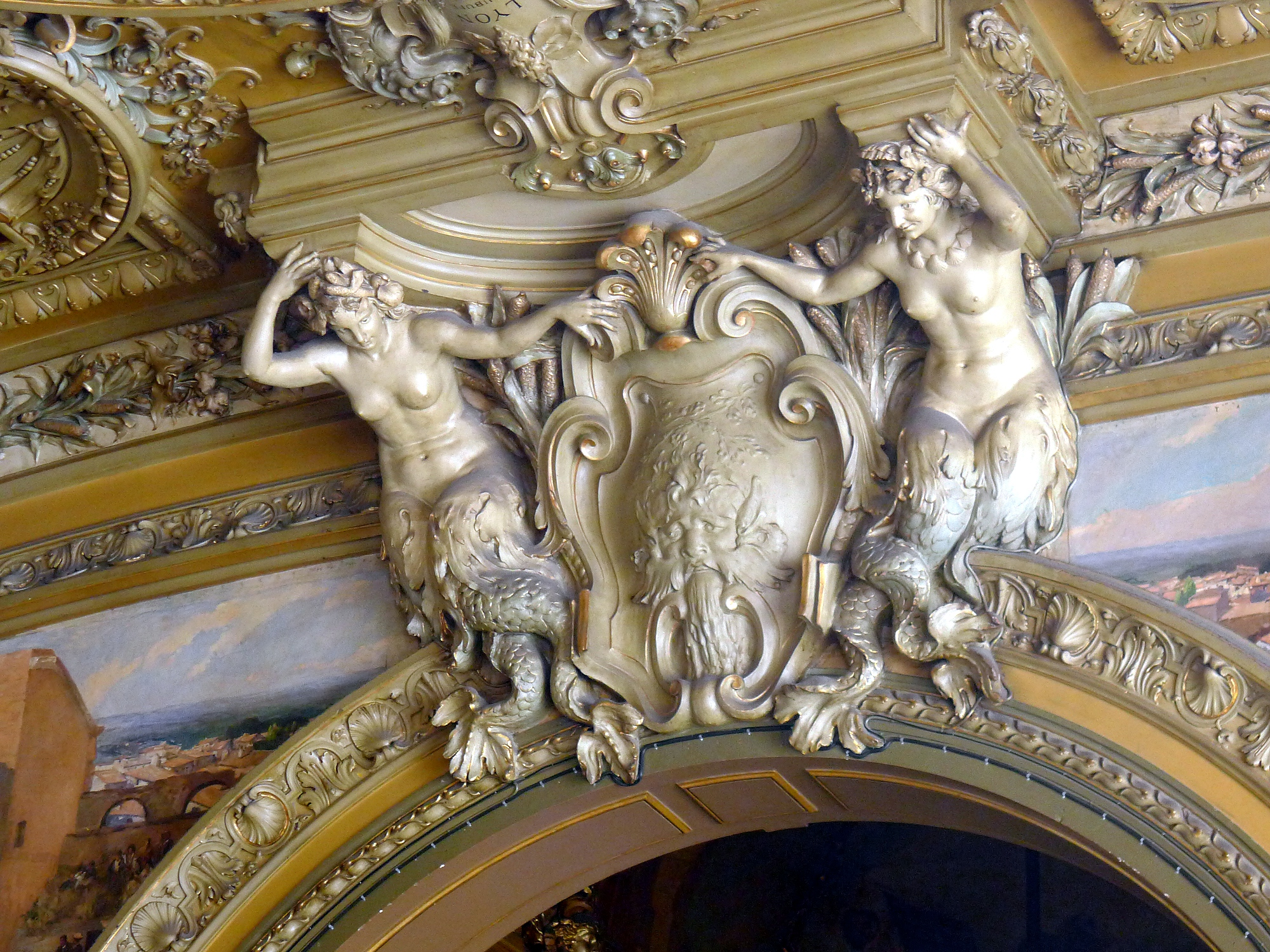
Décoration du Train bleu.

- 1903 à 1905 : gare de Toulouse-Matabiau.
- 1905 à 1908 : une trentaine de bâtiments pour l'exposition franco-britannique de 1908 à Shepherd's Bush près de Londres, en collaboration avec son confrère anglais Imre Kiralfy.
- 1910 à 1913 :
  - la Grande Poste d'Alger en collaboration avec Jules Voinot ;
  - hôtel de ville de Bône en Algérie ;
  - préfecture de Constantine en Algérie.
- 1910 : gare de Cusset (Allier).
- 1912 : gare de Châtel-Guyon (Puy-de-Dôme).

Gares ferroviaires
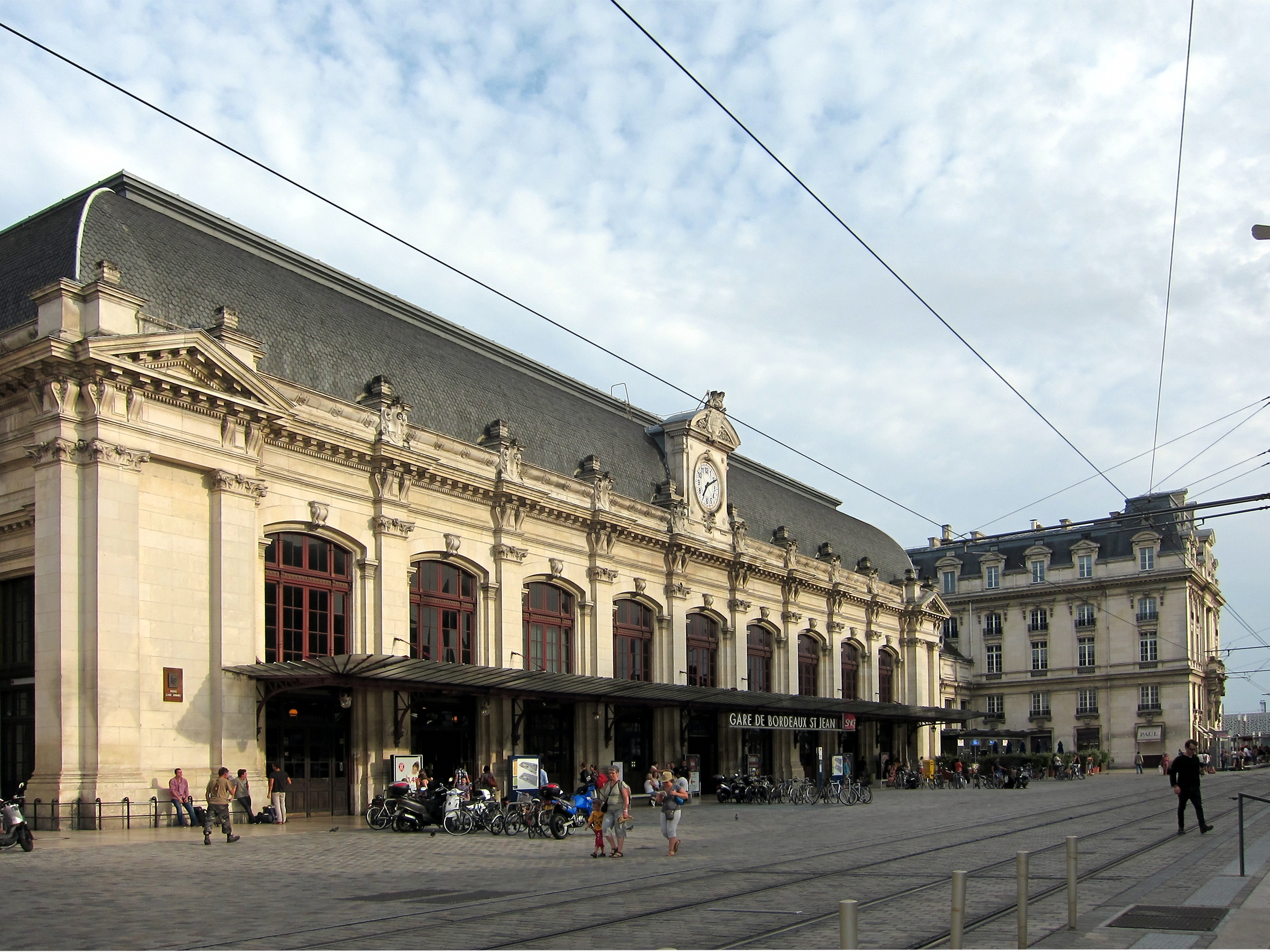
Gare de Bordeaux-Saint-Jean.
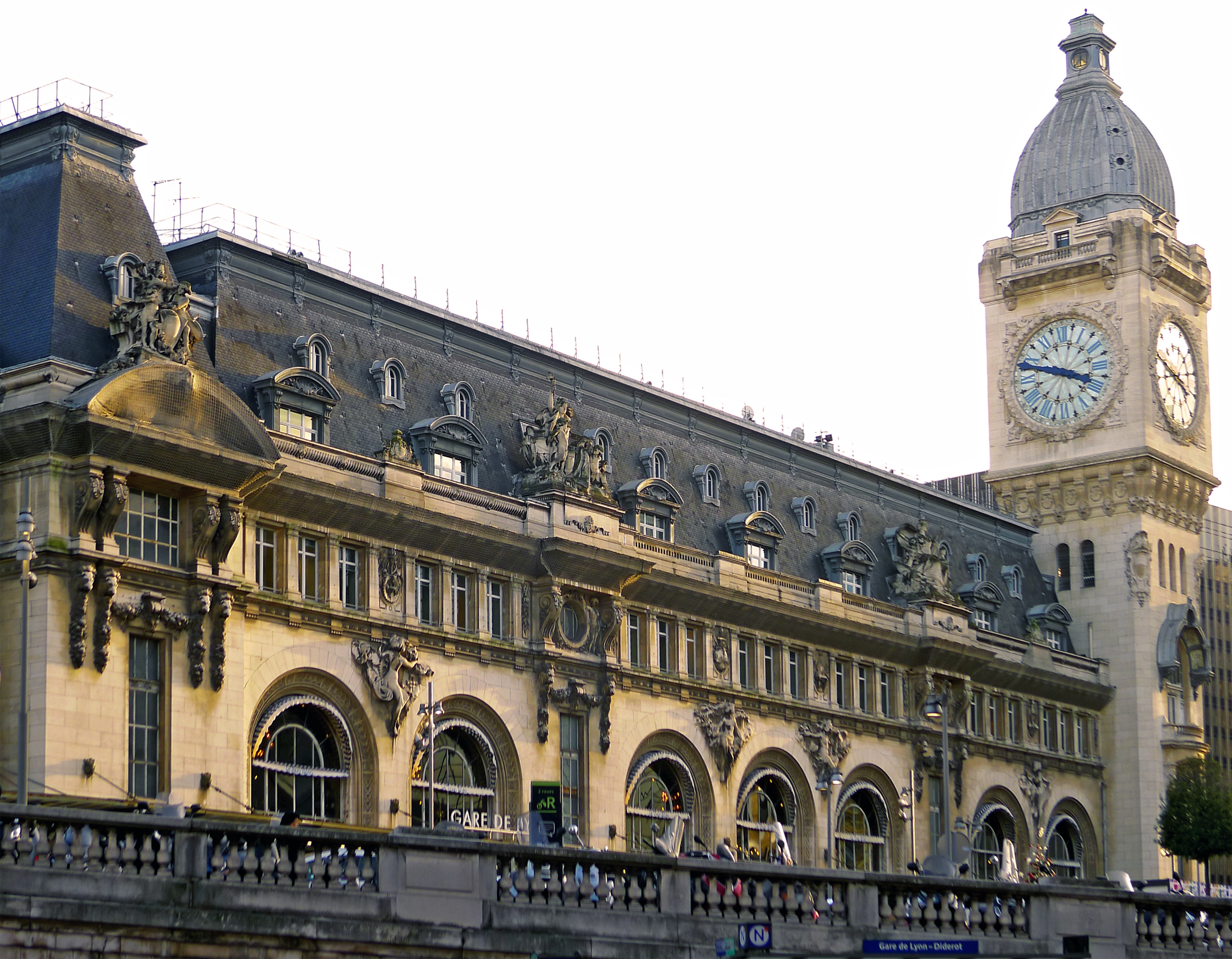
Gare de Lyon à Paris.
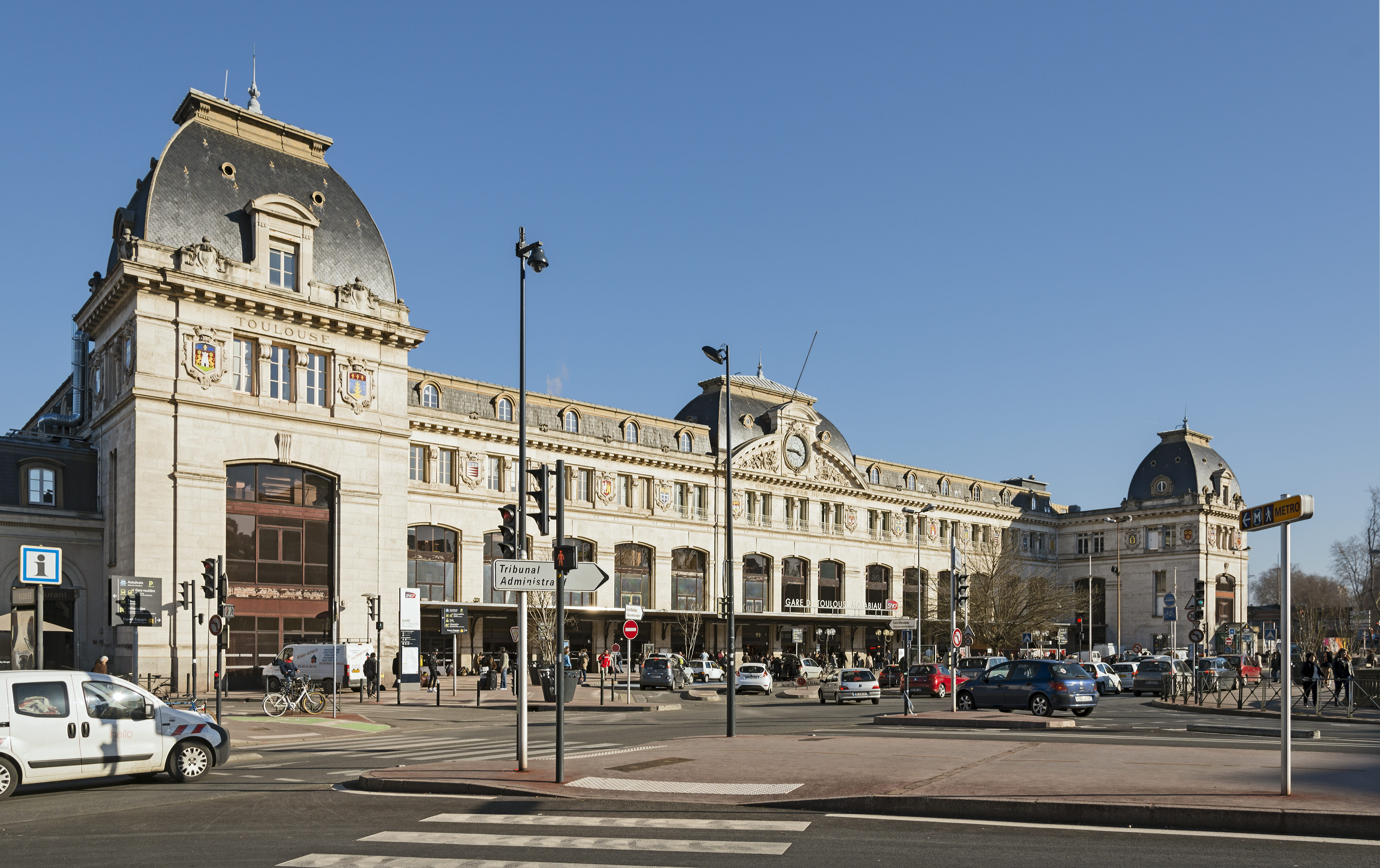
Gare Toulouse-Matabiau.

## Distinction
- Chevalier de la Légion d'honneur Le 14 août 1900, Marius Toudoire est nommé chevalier de l'ordre national de la Légion d'honneur pour sa participation à l'Exposition universelle de 1900 à Paris en tant qu'architecte du palais des manufactures nationales[6].

Le palais des manufactures nationales à l'Exposition universelle de 1900 à Paris
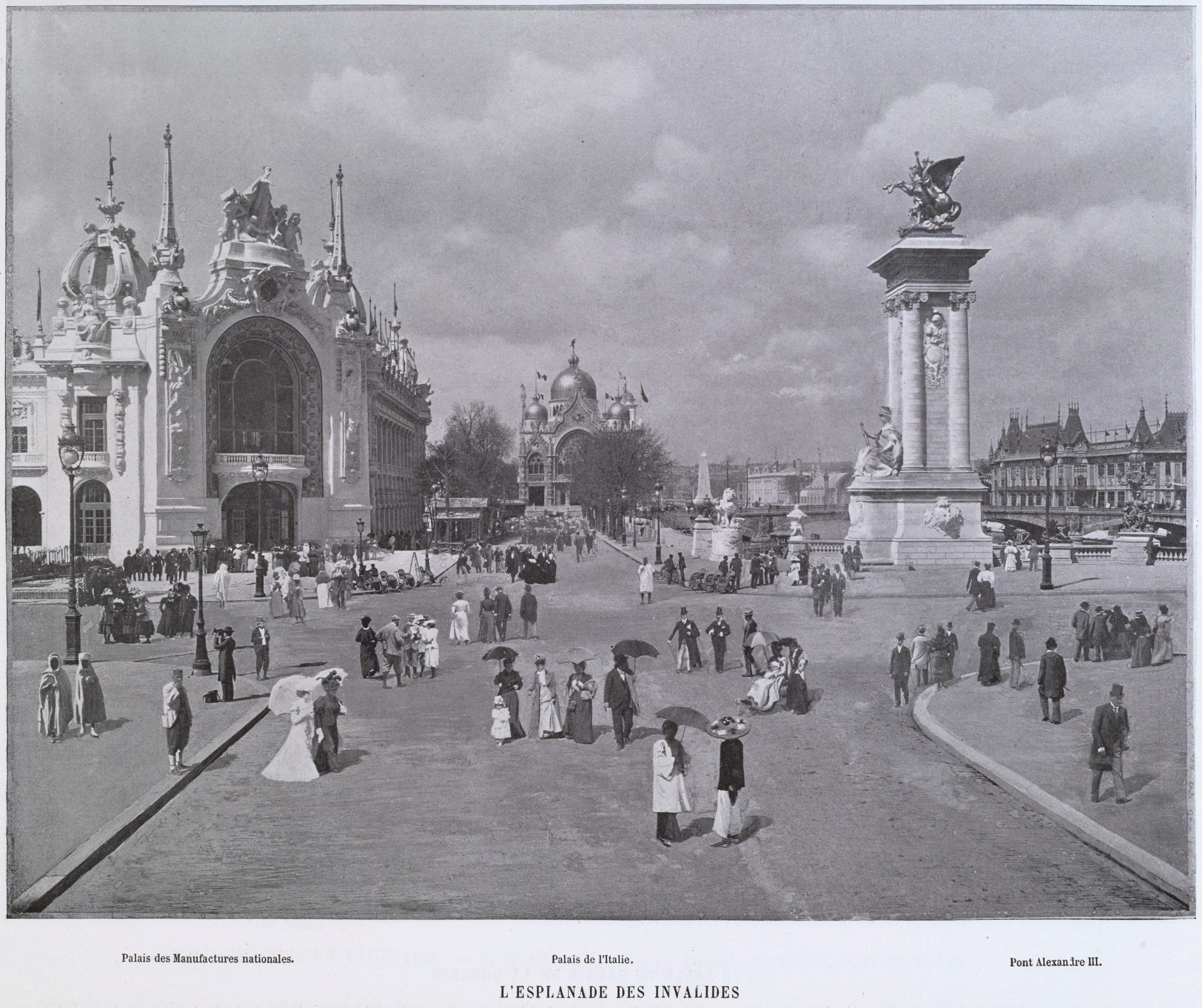
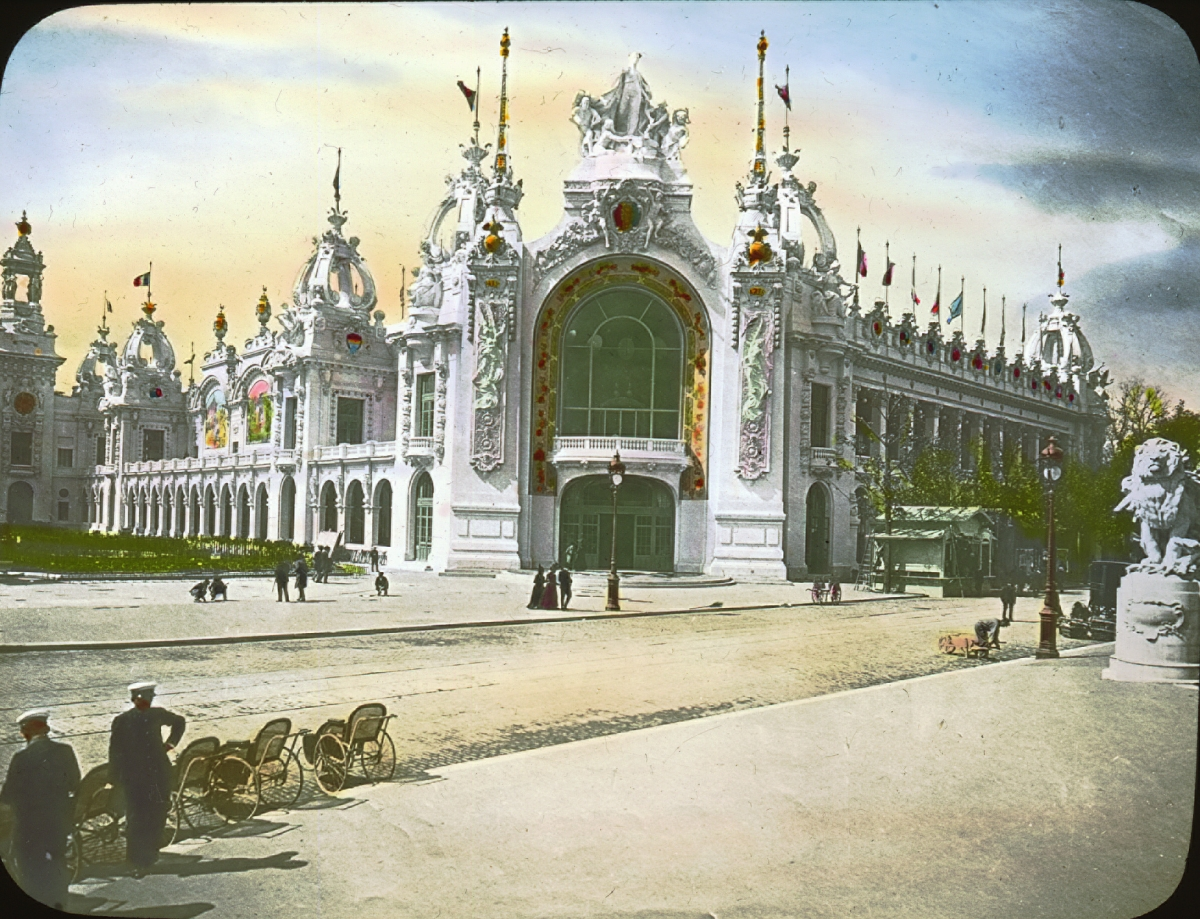
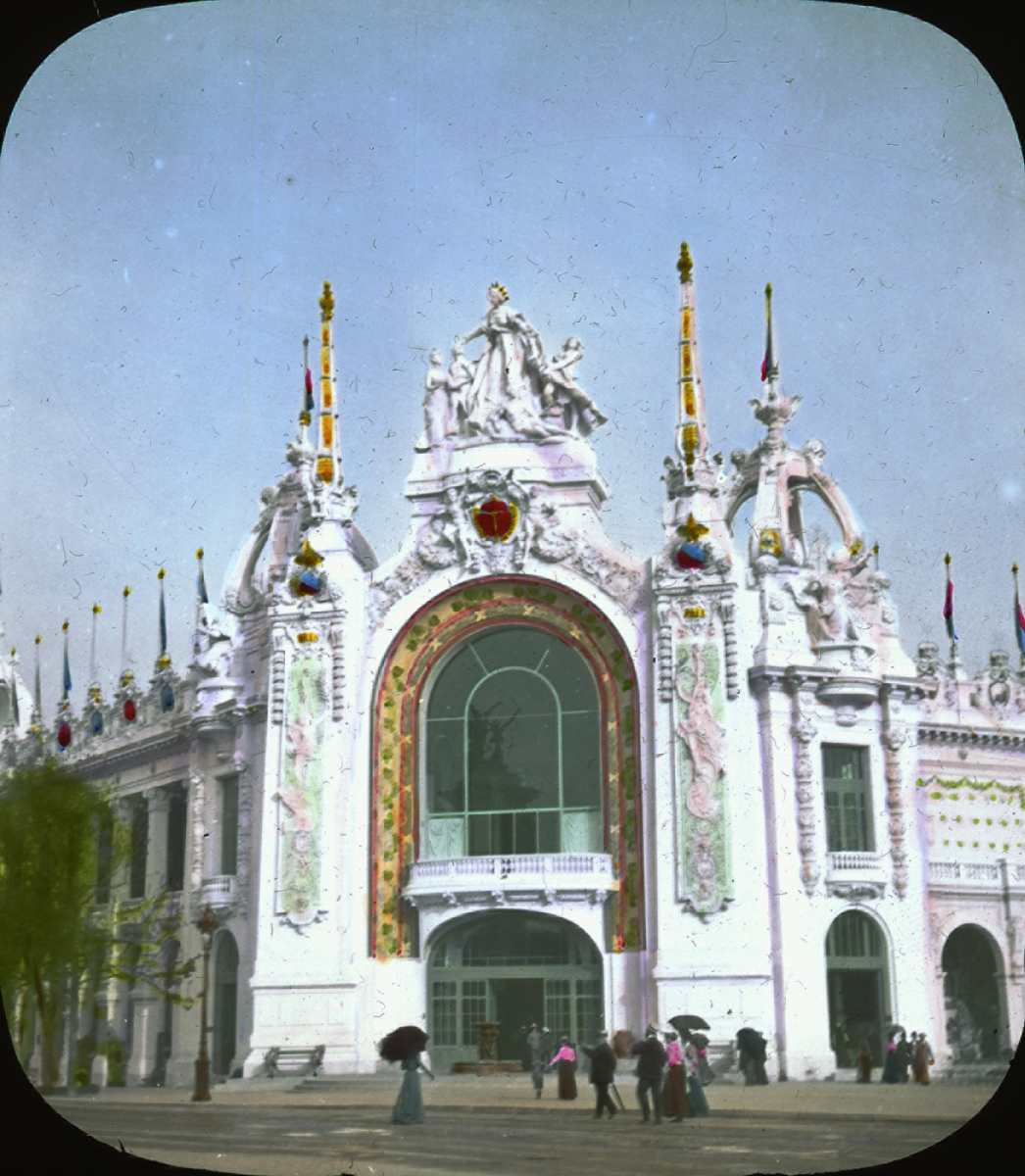